# 安志文
安志文（1919年3月14日—2017年8月14日），男，汉族，陕西子洲人，中国共产党和中华人民共和国政治人物。曾任中华人民共和国国家经济体制改革委员会（体改委）党组书记及副主任、中国经济体制改革研究会第1—3届会长。

## 生平

### 早年
安志文生于陕西省子洲县双湖峪镇陈家砭的安家大院。1926年，安志文就读于陕西省立第四师范学校，后派往东北军负责宣传。1936年，在西安加入中国共产主义青年团。
1937年2月，安志文进入中国人民抗日军政大学学习，4月加入中国共产党。后任中共绥德特委秘书、地委秘书长。1944年，任中共中央西北局高岗秘书。第二次国共内战期间，担任中共中央北满分局秘书，中共中央东北局秘书，中共松江省哈东地委副书记兼阿城县委书记等职。

### 中华人民共和国成立早期
中华人民共和国成立后，担任中共中央东北局政策研究室副主任、东北行政委员会工业部副部长。1952年，任中央人民政府国家计划委员会委员。1954年，担任中华人民共和国国家建设委员会副主任、党组委员，负责苏联援华项目的筹建。1958年，任中华人民共和国国家计划委员会副主任。1966年兼任西北三线建设委员会副主任。文化大革命期间被打倒，受到政治监护，失去人身自由。1975年4月，中央解除对安志文的政治监护，从北京下放到西安，但未恢复党组织生活。
文革结束后，1977年上半年，安志文给李先念写了一封信，要求到中央党校学习。中共十一大召开后，1977年下半年，安志文开始恢复工作，中央调安志文任吉林省革命委员会副主任。

### 改革开放后
1979年，担任中华人民共和国第六机械工业部第一副部长、党组第一副书记。1981年，升任部长、党组书记。1982年，改任中华人民共和国国家经济体制改革委员会副主任、党组书记。1983年2月，安志文组织创立中国经济体制改革研究会，并担任第1、2、3届会长。他还曾任中央财经领导小组成员，中共中央顾问委员会委员。他是中国共产党第十二届中央委员会候补委员。
2017年8月14日，安志文在北京逝世，享年98岁。2017年8月24日，安志文遗体告别仪式在八宝山殡仪馆大礼堂举行。

## 家庭
- 妻子：马淑性[14]
- 长兄：安子文（安志文是安子文三弟）[3]
- 侄子：安鲛驹（曾任中国人民武装警察部队副司令员）